# Усть-Ламенка
Усть-Ла́менка (рос. Усть-Ламенка) — село у складі Голишмановського міського округу Тюменської області, Росія.
У період 1923-1926 років село було центром Усть-Ламенського району, у період 1926-1931 років — Ламенського району.
Населення — 744 особи (2010, 742 у 2002).
Національний склад станом на 2002 рік:
- росіяни — 93 %